# Gristow (Adelsgeschlecht)

Siegel des Johann von Gristow

Die Herren von Gristow waren ein rügisch-pommersches Adelsgeschlecht.

## Geschichte
Sie bildeten eine Seitenlinie des rügischen Fürstenhauses und stammten vom Fürsten Barnuta ab. Dieser hatte seinen Sitz wahrscheinlich auf einer Niederungsburg namens Gardist oder Garchen, die südlich von Kirchdorf lag. Mit seinem ältesten Sohn Dobislaw de Gristow wurde 1249 erstmals der Name Gristow genannt, der von dem heute in der Gemeinde Mesekenhagen liegenden Ort stammt. Die Familie besaß im Gebiet nördlich des Rycks Salzquellen.
1309 verzichteten die Herren von Gristow gemeinsam mit den Herren von Putbus auf die Nachfolge im Falle des Aussterbens des rügischen Fürstenhauses.
Während des Ersten Rügischen Erbfolgekrieges unternahmen die mecklenburgischen Truppen des Fürsten Heinrich II. mit denen Johann von Gristow sich verbündet hatte, von Grimmen und der Burg Ekberg aus einen Zug gegen die Stadt Greifswald. Die Mecklenburger wurden bei Griebenow geschlagen. Die Truppen der Greifswalder und der mit ihnen verbündeten Städte und angeworbene Ritter versuchten anschließend zweimal erfolglos die Burg Ekberg zu erobern.
Erst vor 1331 gelang es während einer erneuten Fehde der Stadt Greifswald mit Johann von Gristow einem Aufgebot der Greifswalder die Burg einzunehmen und vollständig zu zerstören. In der im Greifswalder Stadtarchiv vorhandenen Urkunde von 1331 wurde jedoch vor Gericht ein Vergleich zwischen den Parteien festgelegt, nach dem Greifswald an Johann von Gristow 400 Mark als Entschädigung zu zahlen hatte.
Die zwischen Ryck und Strelasund gelegenen Besitzungen der Familie wurden im Laufe des 14. Jahrhunderts wegen finanzieller Probleme an Greifswalder Bürger und Klöster veräußert. Schließlich siedelte die Familie nach Schlechtemühl (heute Hessenburg bei Saal) über. Von hier aus traten Mitglieder der Familie in mecklenburgische Dienste. So war Henning von Gristow, Fürstlicher mecklenburgischer Geheimer Rat, von 1644 bis 1645 Komtur von Nemerow. Henning von Gristow (* 1597; † 1645), Pfandherr zu Barth, vermählte sich am 10. Januar 1638 mit Elisabeth Catharina von Alvensleben (* Wilsnack 1617; † Calbe an der Milde 26. Mai 1639), Tochter des Joachims Werner von Alvensleben 1628 zu Anteil Calbe und 1636 zu Darsekau (~ 2° 1638 Ursula Sophie von der Schulenburg [~ 2° 1642 Hans Joachim von Itzenplitz zu Grieben] und [~ 1616] der Elisabeth Lucia von Saldern). 1740 starb die Familie aus.

## Wappen
In der ältesten Form zeigt das Wappen in Silber einen Hirschkopf, in späterer Zeit wurde das Hirschgeweih durch Flügel ersetzt. Auf dem offenen Helm ein Baum mit neun Ästen jeweils mit einer goldenen Rose.

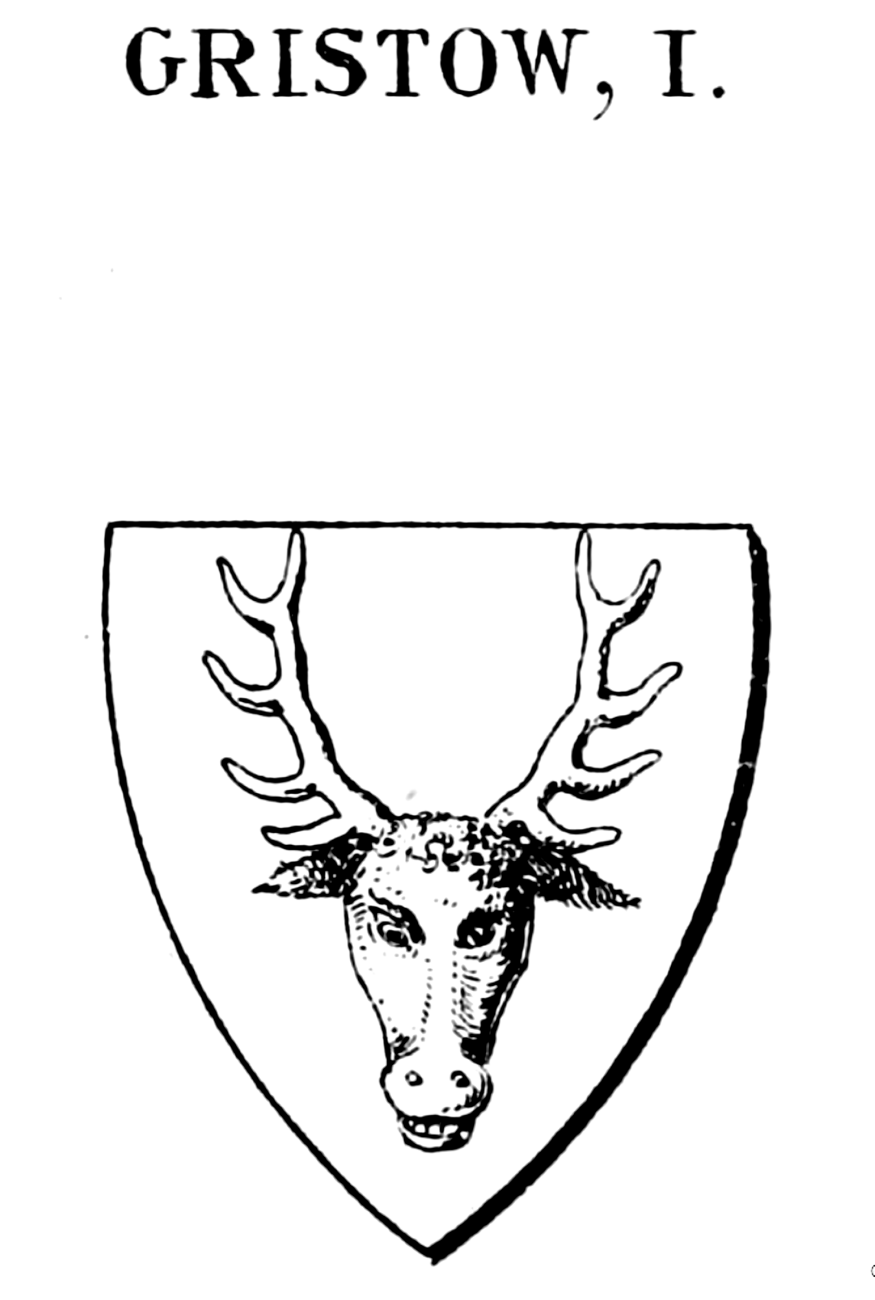
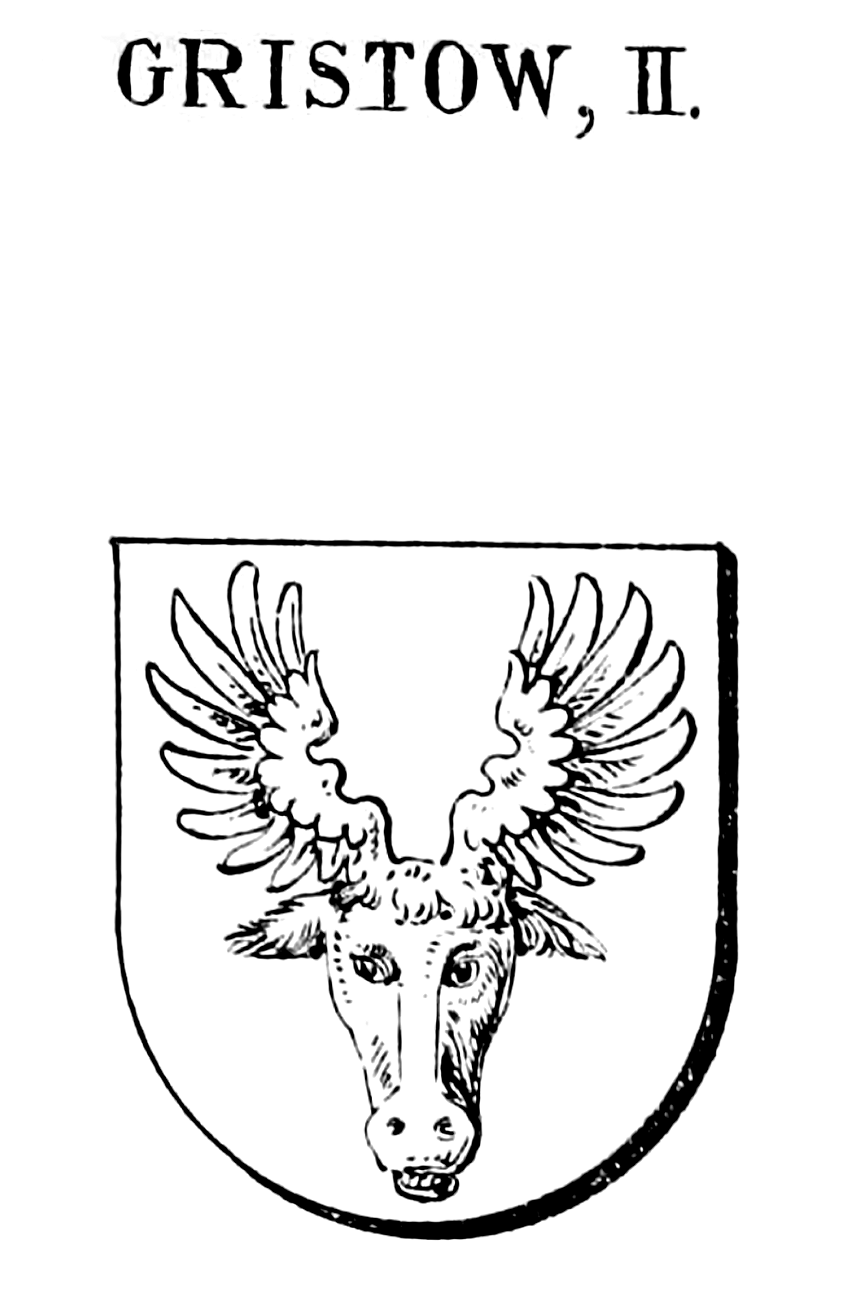
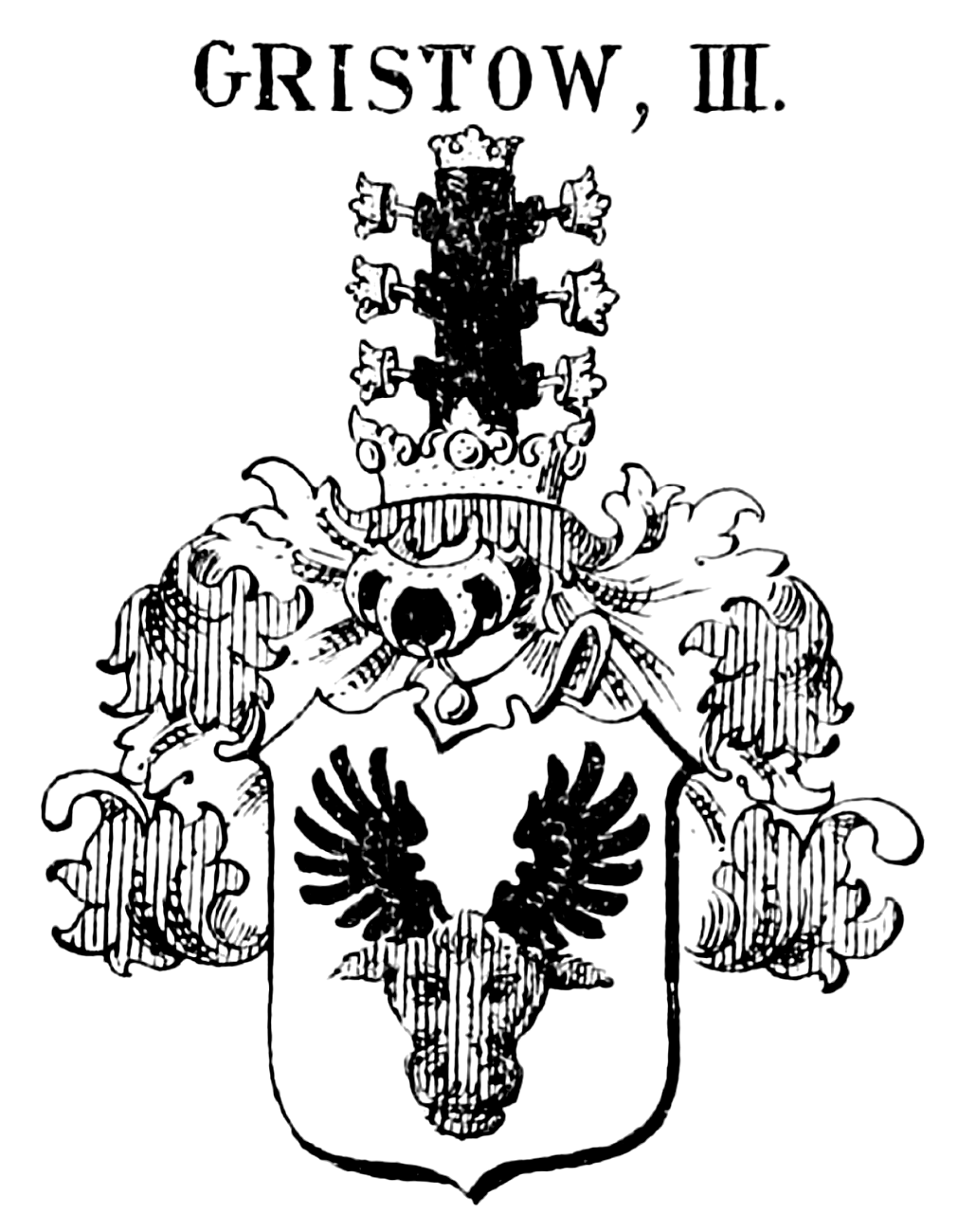
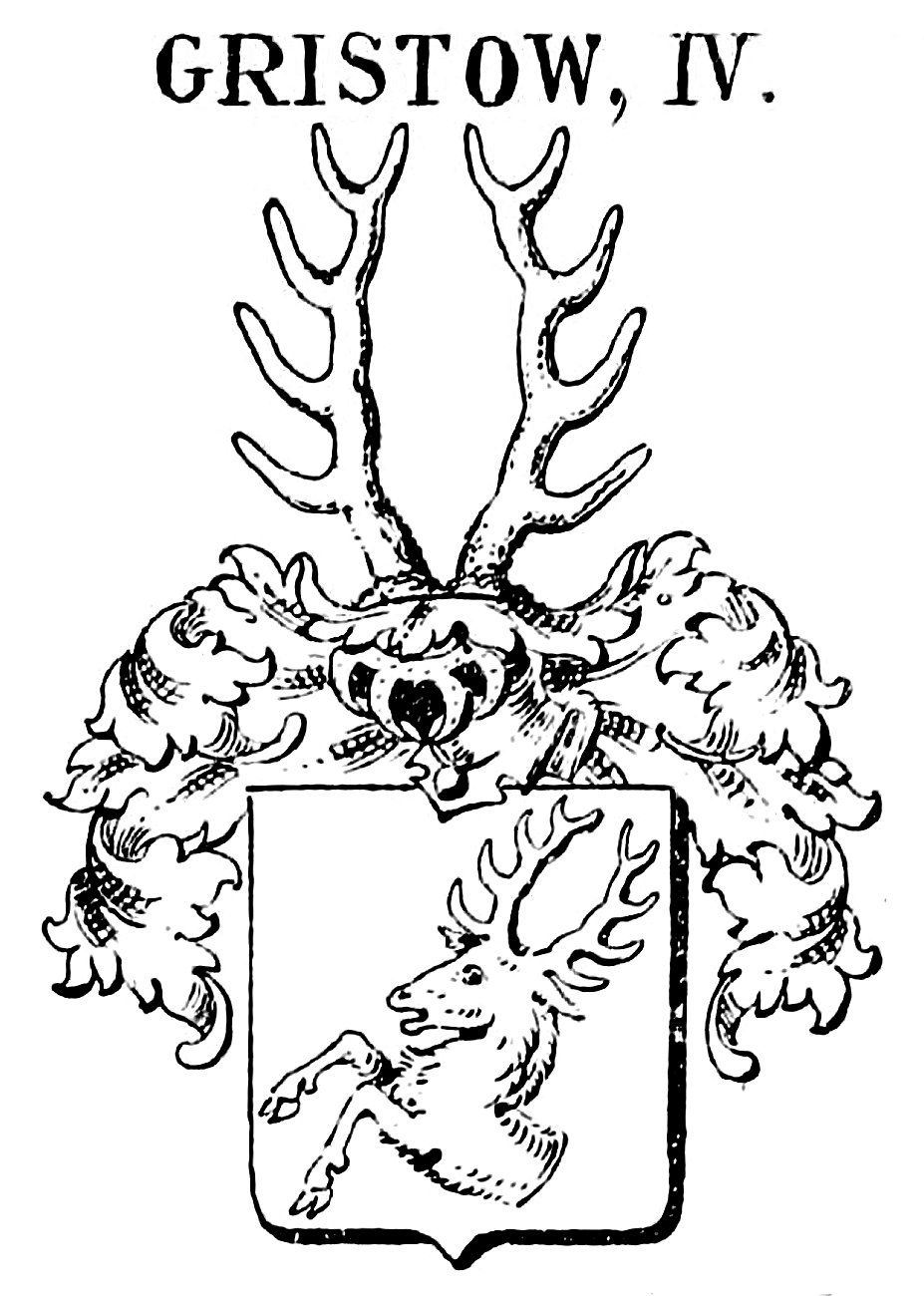

Wappengeschichte und Blasonierung der vier Wappen in Siebmachers Wappenbuch „Augestorbener Adel Mecklenburg“, Seite 40–41.